# Cerqueira César (kommun)
Cerqueira César är en kommun i Brasilien.   Den ligger i delstaten São Paulo, i den södra delen av landet, 800 km söder om huvudstaden Brasília. Antalet invånare är 17 532.
Följande samhällen finns i Cerqueira César:
- Cerqueira César

Omgivningarna runt Cerqueira César är huvudsakligen savann. Runt Cerqueira César är det ganska tätbefolkat, med 62 invånare per kvadratkilometer.